# Vila Nova FC
Vila Nova Futebol Clube is een Braziliaanse voetbalclub uit Goiânia, in de staat Goiás. De aartsrivaal van de club is stadsgenoot Goiás.

## Geschiedenis
De club werd in 1943 opgericht als Vila Nova Futebol Clube. Drie jaar later veranderde de clubnaam in Operário, in 1949 in Araguaia en in 1950 Fênix Futebol Clube. Hierna verdween de club enkele seizoenen uit de staatscompetitie. In 1955 nam de club opnieuw de originele naam Vila Nova aan en werden ze opnieuw een vaste waarde in de competitie, die toen gedomineerd werd door stadsrivalen Goiânia en Atlético.
In 1961 werd de club voor het eerst staatskampioen. De club werd drie keer op rij kampioen en mocht daardoor ook deelnemen aan de Taça Brasil, de eindronde voor de staatskampioenen. Zowel in 1963 als in 1964 verloor de club van in de tweede ronde van Rio Branco. Ondanks dat de club in 1969 en 1973 nog staatskampioen werd mochten ze geen nationaal voetbal meer spelen. Pas in 1977 werden ze opgevist voor de Série A, waar toen nog meerdere clubs per staat aan mochten treden. De club beleefde een gouden periode en won tussen 1977 en 1984 zes staatstitels. Dit vertaalde zich echter niet in goede resultaten op nationaal niveau. Na 1985 kreeg niet elke staat nog een startplaats in de Série A en de club slaagde er niet meer in om hiernaar te promoveren. Sinds 1989 speelt de club wel weer in de nationale reeksen. In 1996 werden ze kampioen van de Série C. De club werd in 1997 en 1999 vierde, wat toen nog geen recht gaf op een promotie.
Dat laatste jaar nam de club deel aan de Copa CONMEBOL nadat ze de finale bereikten van de Copa Centro-Oeste en was zo het eerste team uit de staat Goiás die internationaal voetbal speelde. Vila Nova werd in de eerste ronde uitgeschakeld door CSA. Na degradatie in 2006 kon de club meteen terugkeren. Na een nieuwe degradatie in 2011 duurde het twee seizoenen voor de club terugkeerde. In 2014 degradeerde de club twee keer in één seizoen. Na voor de eerste keer te degraderen uit de hoogste klasse van de staatscompetitie degradeerden ze ook opnieuw uit de Série B. Het volgende seizoen werd de club dan zowel in de Segunda Divisão als in de Série C kampioen. Na een middelmatig seizoen eindigde de club in 2017 en 2018 op een respectabele zevende plaats. In 2019 degradeerde de club, en kon na één seizoen terugkeren.

## Erelijst
Campeonato Goiano
1961, 1962, 1963, 1969, 1973, 1977, 1978, 1979, 1980, 1982, 1984, 1993, 1995, 2001, 2005.
Série C
1996, 2015, 2020